# وزارة الشؤون الخارجية (إيطاليا)
وزارة الشؤون الخارجية (بالإيطالية: Ministero degli Affari Esteri)‏ هي جهاز تنفيذ السياسة الخارجية للحكومة الإيطالية، وينظم مرسوم تشريعي واجبات الوزارة 
يقع مقر الوزارة في روما وقد شغل مقر الوزارة في البداية قصر «لا كونسولتا» (من العام 1871 إلى العام 1922) ثم قصر «كيجي» من (العام 1923 إلى العام 1959) إلى أن انتقلت الوزارة إلى مقرها الحالي في العام 1959. والوزير الحالي هو لويجي دي مايو.

## وصلات خارجية
- موقع وزارة الشؤؤن الخارجية (بالعربية).